# Cane Lai

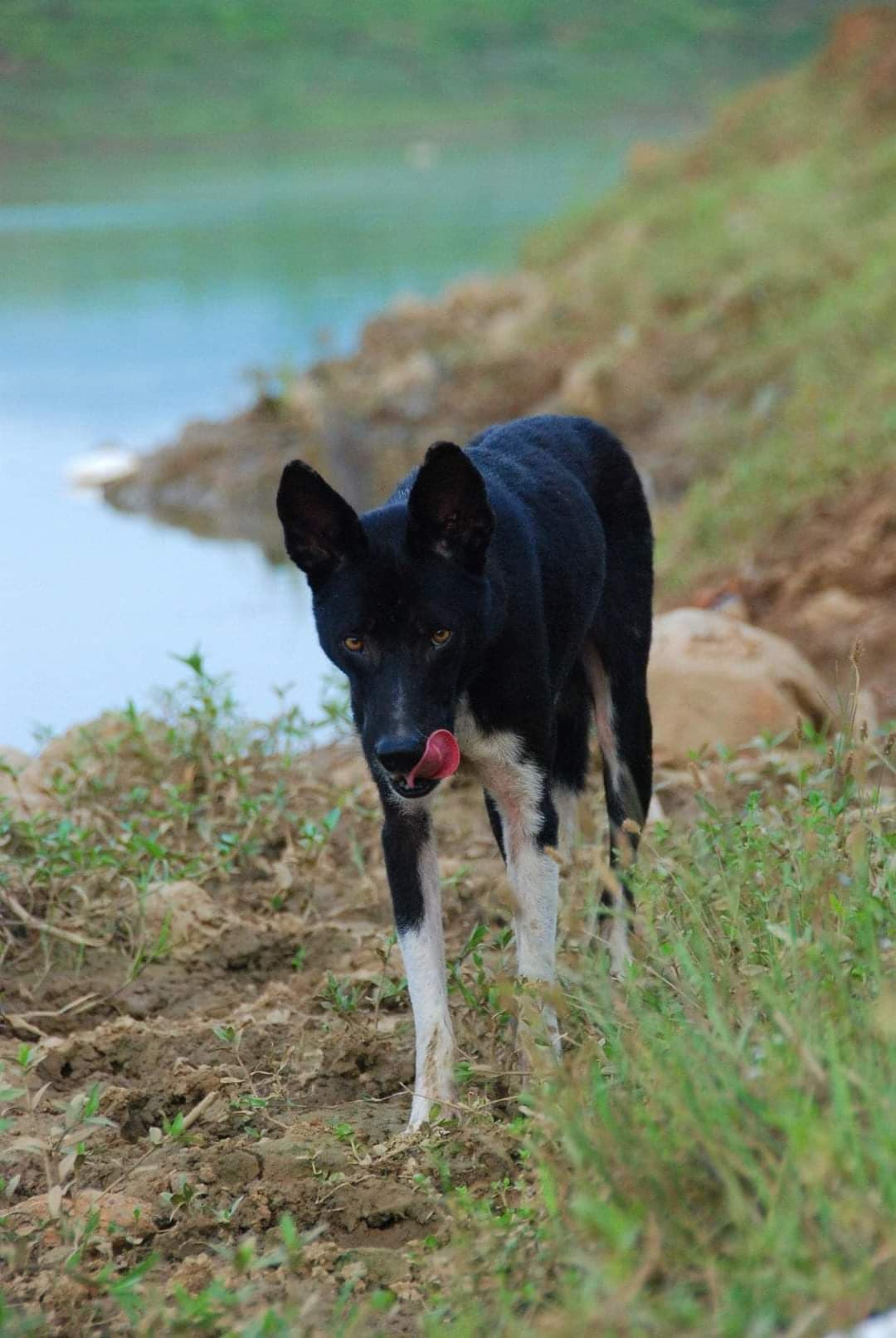
Cane Lai

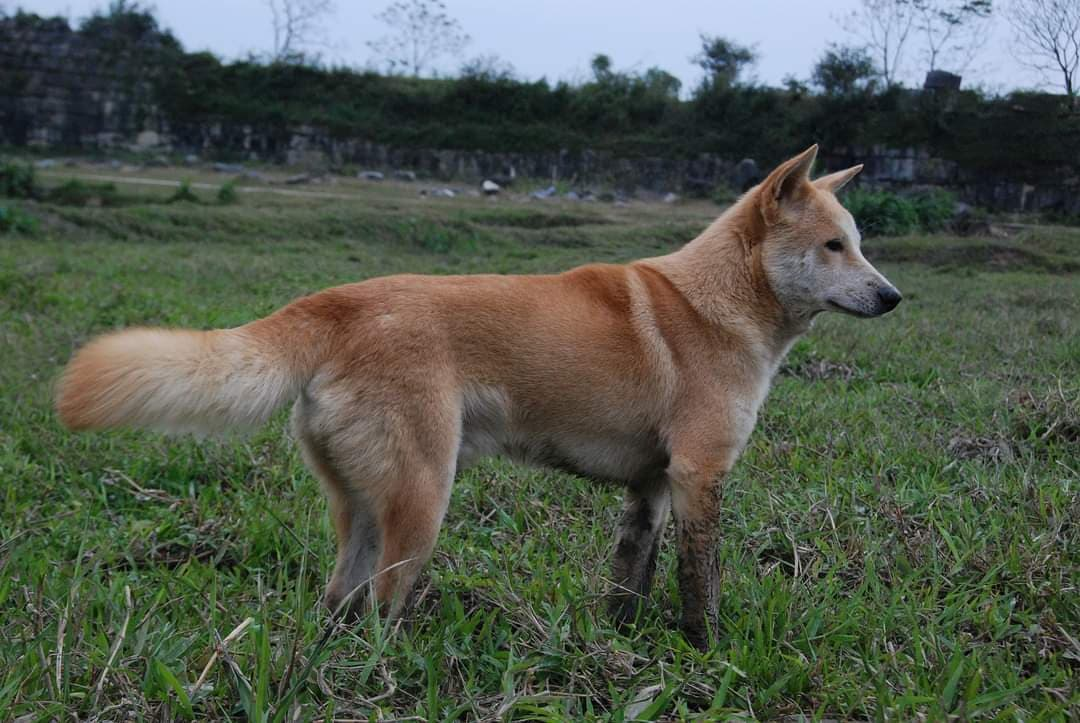
Cane Lai di profilo

Il cane Lai o Lai dog noto anche come Dingo Indocinese, si crede che siano i discendenti dell'ibridazione tra cani domestici e sciacalli dorati o dhole.
È stato usato come cane da guerra durante la guerra del Vietnam.
Questo cane si trova più comunemente nelle Midlands nord-occidentali, a Lao Cai e nelle aree montuose del Vietnam.
Il Lai Dog non è riconosciuto dalla Vietnam Kennel Association.

## Caratteristiche
Sono cani di taglia media con un pelo doppio. Hanno grandi orecchie lanceolate molto mobili, hanno un lungo muso appuntito con la mascella superiore leggermente più lunga della mascella inferiore e la loro faccia è di forma triangolare. La loro corporatura complessiva è magra con un torace profondo, gambe lunghe e una coda a spazzola. La razza è disponibile in tutti i colori.
Sono buoni cani da lavoro grazie alla loro spinta ed entusiasmo. Sono molto intelligenti, hanno molta resistenza e hanno nervi saldi, oltre ad essere senza paura. Sono riservati con gli estranei. I Lai Dogs sono buoni cani da guardia.
Quando il proprietario resta senza cibo il Dingo indocinese va nella foresta a cacciare da solo e riporta cibo al padrone.